# Joe Johnson
Joe Marcus Johnson (Little Rock, Arkansas, 29 de junio de 1981) es un baloncestista estadounidense que actualmente se encuentra sin equipo. Ha sido elegido en siete ocasiones All-Star de la NBA, mide 2,01 metros y su posición natural es la de escolta.

## Trayectoria deportiva

### Universidad
Tuvo varias ofertas de becas para haber estudiado en Duke, Connecticut, etc., pero finalmente se decantó por la Universidad de Arkansas. En su primera temporada lideró a su equipo en anotación (16,0 puntos por partido) y en rebotes (5,7), llegando a ser el primer novato en conseguirlo en la historia de la universidad. En los dos años que allí permaneció promedió 15,0 puntos y 6,1 rebotes por partido.

### Profesional

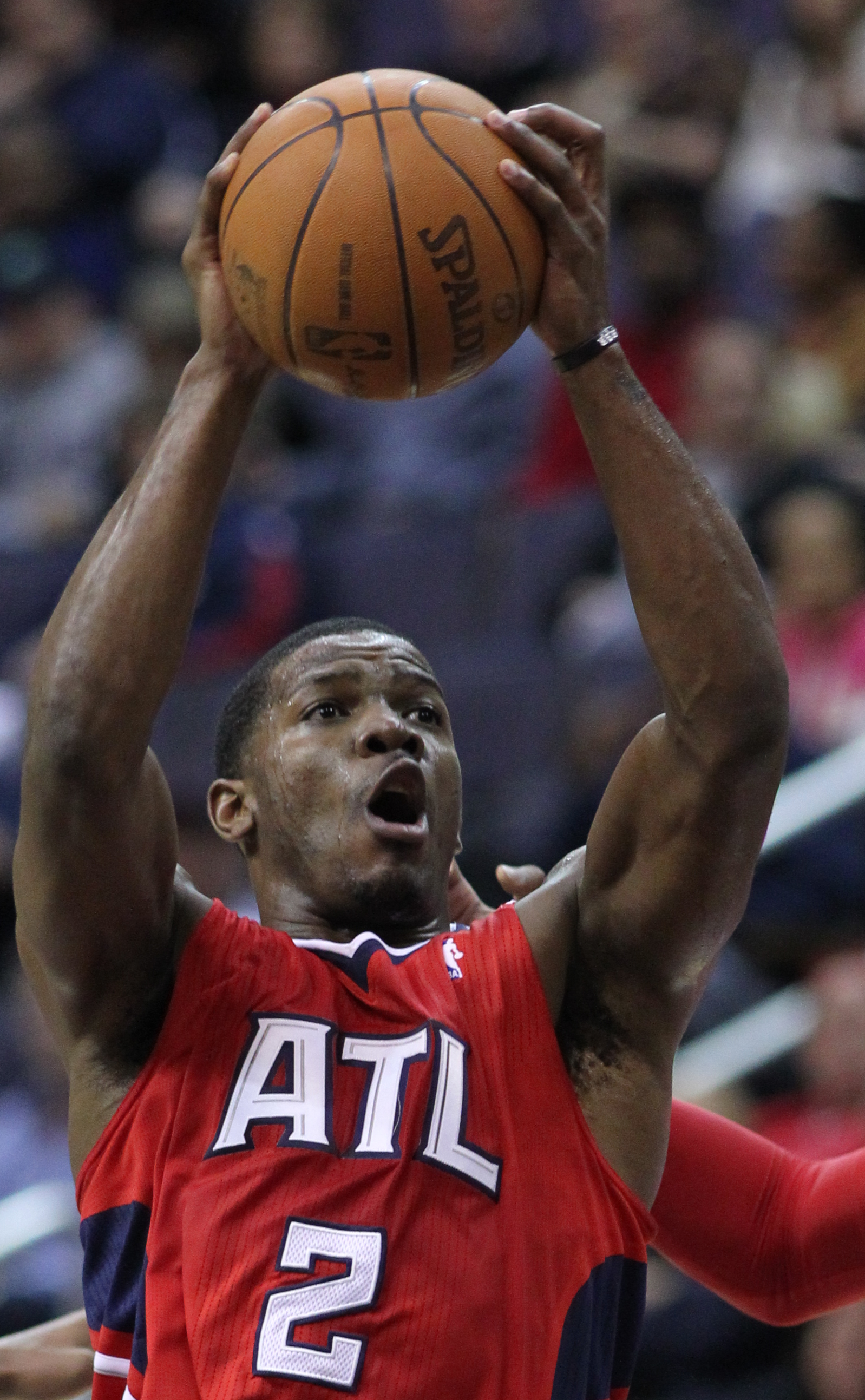
Johnson con los Hawks en 2012.

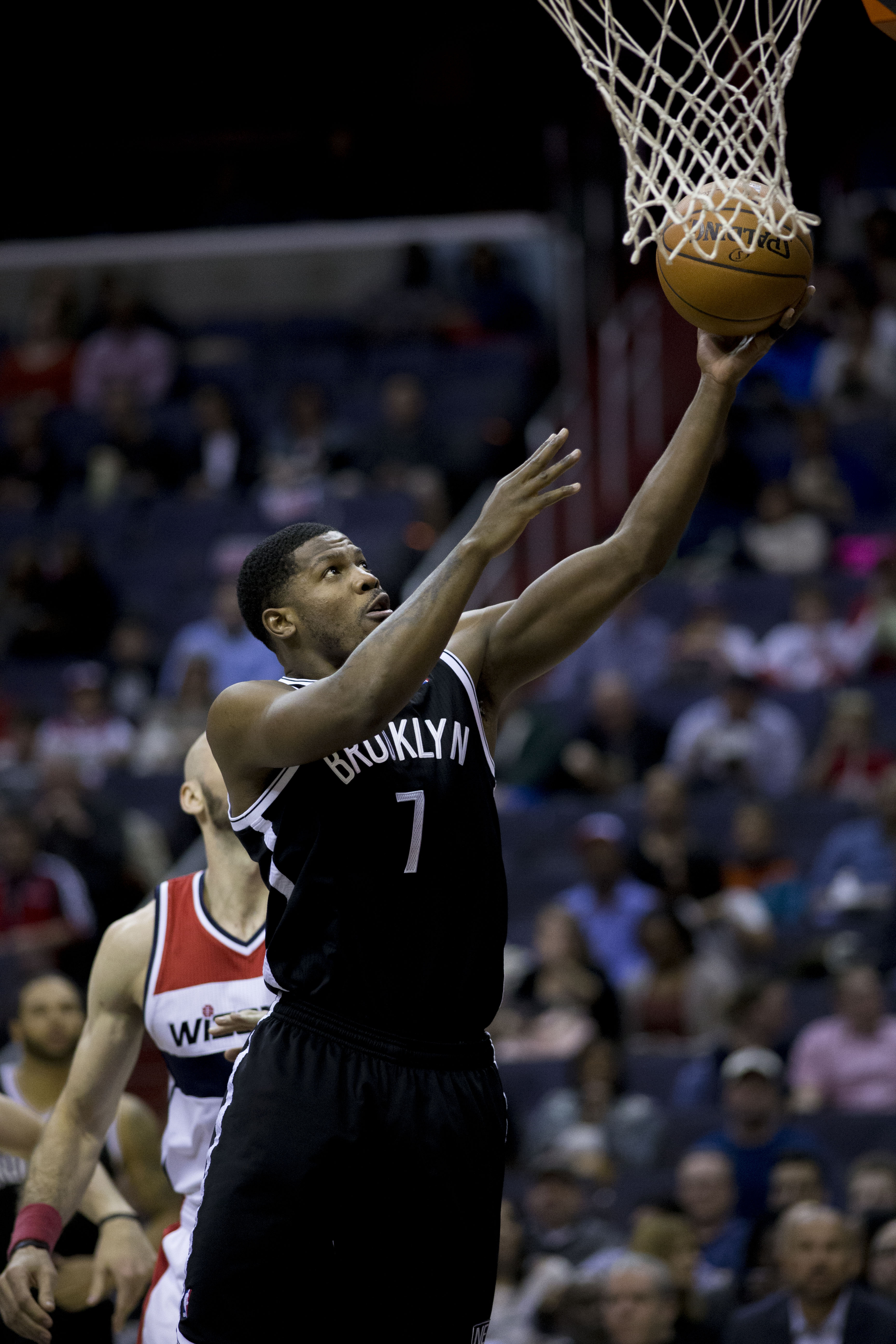
Joe Johnson con Brooklyn Nets en 2014.

Fue elegido el número 10 del Draft de la NBA de 2001 por Boston Celtics  siendo traspasado a Phoenix Suns en su primera temporada en la liga y allí jugó hasta el 2005, cuando fue traspasado a Atlanta Hawks.
En julio de 2012 fue traspasado a Brooklyn Nets a cambio de Jordan Farmar, Anthony Morrow, Jordan Williams, Johan Petro, DeShawn Stevenson y una elección de primera ronda del draft de 2013.
Tras cuatro temporadas en Brooklyn donde fue titular indiscutible, el 25 de febrero de 2016 fue cortado por los Nets, pero tan solo dos días después, firma con Miami Heat para lo que restaba de temporada. Ese año los Heat alcanzan las semifinales de conferencia, donde son eliminados por Toronto Raptors en el séptimo partido (3-4).
En julio de 2016 firmó un contrato para las dos siguientes temporadas con los Utah Jazz.
El 14 de febrero de 2018 firmó con los Houston Rockets por lo que restaba de temporada.
La temporada 2018/19 jugó en la liga BIG3 con los Triplets, donde además de conseguir el título, fue nombrado MVP del torneo.
Tras su paso por el BIG3, en 2019 trata de volver a la NBA, firmando el 12 de septiembre un contrato de un año con Detroit Pistons. Pero, el 21 de octubre, una lesión hace que los Pistons corten a Johnson sin llegar a disputar ningún encuentro, por lo que no se consuma su vuelta a la NBA.
El 22 de diciembre de 2021, tras dos años y medio fuera de las canchas y con 40 años, firma un contrato de 10 días con Boston Celtics, debutando ante Cleveland Cavaliers esa misma noche y anotando 2 puntos. Ese sería su único encuentro con Boston.

## Estadísticas de su carrera en la NBA

### Temporada regular
| Año      | Equipo   | PJ   | PT   | MPP  | %TC   | %3P  | %TL  | RPP | APP | ROB | TPP | PPP  |
| -------- | -------- | ---- | ---- | ---- | ----- | ---- | ---- | --- | --- | --- | --- | ---- |
| 2001-02  | Boston   | 48   | 33   | 20.9 | .439  | .273 | .769 | 2.9 | 1.5 | .7  | .2  | 6.3  |
| 2001-02  | Phoenix  | 29   | 27   | 31.5 | .420  | .333 | .778 | 4.1 | 3.6 | .9  | .4  | 9.6  |
| 2002-03  | Phoenix  | 82   | 34   | 27.5 | .397  | .366 | .774 | 3.2 | 2.6 | .8  | .2  | 9.8  |
| 2003-04  | Phoenix  | 82   | 77   | 40.6 | .430  | .305 | .750 | 4.7 | 4.4 | 1.1 | .3  | 16.7 |
| 2004-05  | Phoenix  | 82   | 82   | 39.5 | .461  | .478 | .750 | 5.1 | 3.5 | 1.0 | .3  | 17.1 |
| 2005-06  | Atlanta  | 82   | 82   | 40.7 | .453  | .356 | .791 | 4.1 | 6.5 | 1.3 | .4  | 20.2 |
| 2006-07  | Atlanta  | 57   | 57   | 41.4 | .471  | .381 | .748 | 4.2 | 4.4 | 1.0 | .2  | 25.0 |
| 2007-08  | Atlanta  | 82   | 82   | 40.8 | .432  | .381 | .834 | 4.5 | 5.8 | 1.0 | .2  | 21.7 |
| 2008-09  | Atlanta  | 79   | 79   | 39.5 | .437  | .360 | .826 | 4.4 | 5.8 | 1.1 | .2  | 21.4 |
| 2009-10  | Atlanta  | 76   | 76   | 38.0 | .458  | .369 | .818 | 4.6 | 4.9 | 1.1 | .1  | 21.3 |
| 2010-11  | Atlanta  | 72   | 72   | 35.5 | .443  | .297 | .802 | 4.0 | 4.7 | .6  | .1  | 18.2 |
| 2011-12  | Atlanta  | 60   | 60   | 35.5 | .454  | .388 | .849 | 3.7 | 3.9 | .8  | .2  | 18.8 |
| 2012-13  | Brooklyn | 72   | 72   | 36.7 | .423  | .375 | .820 | 3.0 | 3.5 | .7  | .2  | 16.3 |
| 2013-14  | Brooklyn | 79   | 79   | 32.6 | .454  | .401 | .815 | 3.4 | 2.7 | .6  | .1  | 15.8 |
| 2014-15  | Brooklyn | 80   | 80   | 34.9 | .435  | .359 | .801 | 4.8 | 3.7 | .7  | .2  | 14.4 |
| 2015-16  | Brooklyn | 57   | 57   | 33.9 | .406  | .371 | .852 | 3.9 | 4.1 | .7  | .0  | 11.8 |
| 2015-16  | Miami    | 24   | 24   | 32.0 | .518  | .417 | .765 | 2.8 | 3.6 | .9  | .1  | 13.4 |
| 2016-17  | Utah     | 78   | 14   | 23.6 | .436  | .411 | .818 | 3.1 | 1.8 | .5  | .2  | 9.2  |
| 2017-18  | Utah     | 32   | 3    | 21.9 | .420  | .274 | .833 | 3.3 | 1.4 | .4  | .2  | 7.3  |
| 2017-18  | Houston  | 23   | 1    | 22.0 | .381  | .279 | .952 | 2.8 | 1.7 | .3  | .0  | 6.0  |
| 2021-22  | Boston   | 1    | 0    | 2.0  | 1.000 | –    | –    | .0  | .0  | .0  | .0  | 2.0  |
| Total    | Total    | 1277 | 1091 | 34.6 | .441  | .371 | .802 | 4.0 | 3.9 | .8  | .2  | 16.0 |
| All-Star | All-Star | 6    | 1    | 16.8 | .390  | .310 | .000 | .8  | 1.3 | 1.2 | .0  | 6.8  |

### Playoffs
| Año   | Equipo   | PJ  | PT | MPP  | %TC  | %3P  | %TL  | RPP | APP | ROB | TPP | PPP  |
| ----- | -------- | --- | -- | ---- | ---- | ---- | ---- | --- | --- | --- | --- | ---- |
| 2003  | Phoenix  | 6   | 0  | 27.3 | .275 | .154 | .400 | 4.3 | 1.3 | .7  | .3  | 5.3  |
| 2005  | Phoenix  | 9   | 9  | 39.4 | .504 | .556 | .697 | 4.3 | 3.3 | 1.1 | .4  | 18.8 |
| 2008  | Atlanta  | 7   | 7  | 39.3 | .409 | .444 | .909 | 3.9 | 4.0 | .3  | .0  | 20.0 |
| 2009  | Atlanta  | 11  | 11 | 39.0 | .417 | .353 | .622 | 4.5 | 3.5 | 1.3 | .0  | 16.4 |
| 2010  | Atlanta  | 11  | 11 | 40.0 | .387 | .220 | .810 | 5.1 | 5.0 | .9  | .3  | 17.9 |
| 2011  | Atlanta  | 12  | 12 | 41.4 | .439 | .429 | .810 | 4.6 | 3.3 | 1.1 | .1  | 18.8 |
| 2012  | Atlanta  | 6   | 6  | 40.5 | .373 | .250 | .750 | 3.5 | 3.5 | 1.3 | .2  | 17.2 |
| 2013  | Brooklyn | 7   | 7  | 38.7 | .417 | .256 | .889 | 3.1 | 2.7 | 1.1 | .0  | 14.9 |
| 2014  | Brooklyn | 12  | 12 | 39.1 | .533 | .415 | .837 | 3.8 | 2.9 | .5  | .3  | 21.2 |
| 2015  | Brooklyn | 6   | 6  | 41.5 | .362 | .293 | .792 | 7.7 | 4.8 | 1.2 | .0  | 16.5 |
| 2016  | Miami    | 14  | 14 | 35.1 | .430 | .283 | .875 | 4.7 | 2.5 | .6  | .2  | 12.1 |
| 2017  | Utah     | 11  | 2  | 29.7 | .436 | .333 | .733 | 3.9 | 2.5 | .5  | .1  | 12.9 |
| 2018  | Houston  | 8   | 0  | 6.8  | .353 | .000 | -    | 1.3 | .4  | .0  | .1  | 1.5  |
| Total | Total    | 120 | 97 | 35.5 | .427 | .339 | .779 | 4.2 | 3.1 | .8  | .2  | 15.2 |

## Logros y reconocimientos
- 2.º mejor quinteto de rookies de la NBA (2002)
- 7 veces All-Star (2007-2008, 2009, 2010, 2011, 2012 y 2014)
- 3er mejor quinteto de la NBA (2010)

### Partidos ganados sobre la bocina
|      | con Atlanta Hawks            |
|      | con Brooklyn Nets            |
|      | con Utah Jazz                |
| (PO) | Denota un partido de PlayOff |

| Número | Tiro               | Margen | Resultado | Oponente               | Fecha                   |
| ------ | ------------------ | ------ | --------- | ---------------------- | ----------------------- |
| 1      | Tiro en suspensión | -1     | 89-90     | Minnesota Timberwolves | 6 de diciembre de 2007  |
| 2      | Tiro en suspensión | -1     | 92-93     | Charlotte Bobcats      | 19 de marzo de 2010     |
| 3      | Tiro en suspensión | Empate | 105-107   | Detroit Pistons        | 14 de diciembre de 2012 |
| 4      | Tiro en suspensión | Empate | 111-113   | Milwaukee Bucks        | 19 de febrero de 2013   |
| 5      | Tiro en suspensión | Empate | 100-98    | Phoenix Suns           | 15 de noviembre de 2013 |
| 6      | Tiro en suspensión | Empate | 95-93     | Oklahoma City Thunder  | 2 de enero de 2014      |
| 7      | Tiro de tres       | -2     | 104-105   | Denver Nuggets         | 8 de febrero de 2016    |
| 8 (PO) | Tiro en suspensión | Empate | 97-95     | Los Angeles Clippers   | 15 de abril de 2017     |